# Donne di lusso
Donne di lusso (Broadway After Dark) è un film muto del 1924 diretto da Monta Bell e interpretato da Adolphe Menjou e Norma Shearer. Il film, prodotto e distribuito dalla Warner Bros., uscì nelle sale il 31 maggio 1924.
Vi appaiono, in piccoli cameo, personaggi famosi dello spettacolo e dello sport, come il pugile (e attore) James J. Corbett, la celebre ballerina Irene Castle, il direttore d'orchestra Paul Whiteman.

## Trama
Dopo un'infelice relazione, il bon vivant e libertino Ralph Norton lascia Park Avenue e si ritira a vivere in una zona dove non lo conosce nessuno. Incontra Rose Dulane, una ex carcerata che lavora come cameriera. Quando il proprietario del residence dove la ragazza lavora scopre il suo passato, la licenzia di botto. A Ralph viene l'idea di far lavorare Rose in uno spettacolo teatrale e va a cercarla. La porta fuori da New York per poi sposarla.

## Produzione
Fu l'ultimo film prodotto - insieme alla Warner Bros. - dalla Harry Rapf Productions, una piccola compagnia creata nel 1917 da Harry Rapf.

## Distribuzione
Il film fu distribuito dalla Warner Bros. Pictures che lo presentò in prima a New York il 19 maggio 1924, per farlo poi uscire nelle sale il 31 maggio.

### Date di uscita
IMDb
- USA 19 maggio 1924 (New York)
- USA 31 maggio 1924
- Finlandia 24 agosto 1924
- Germania 1925

Alias
- La calle de las risas y de las lágrimas Spagna
- Ralphs nächtliche Abenteuer Germania

## Censura
Per la versione da distribuire in Italia, la censura italiana apportò le seguenti modifiche:
- Soppressione nel 2° atto dei quadri in cui appaiono le didascalie: "Era tanto tempo che l'ottima signora aspettava l'occasione" - "È mio cugino; ritornato ora da New-York" e nell'ultimo atto: "Perché vi disperate? Ve ne darò io a iosa di abiti di seta".[1]